# Romerska provinser
En romersk provins (latin: provincia, pl. provincae) var det romerska rikets största territoriella och administrativa enhet i de områden man kontrollerade utanför Italiska halvön.
Provinsernas invånare var varken romerska medborgare eller bundsförvanter, utan undersåtar. Romarna ensamt styrde provinserna, förvaltade dem och drog stor nytta av dem i materiellt avseende. Provinsernas jord blev skattepliktig till romarna och den skatt de hade att betala kallades vectigal. Provinsjordens skatteplikt härledde romarna teoretiskt ur förhållandet att de i romerska folkets namn gjorde anspråk på provinsernas jord såsom en romerska folkets egendom, dominium soli.
En provins styrdes av en ståthållare som var antingen en före detta konsul, som då hade titeln prokonsul, eller en före detta praetor som då hade titeln propraetor. Ståthållaren var tillsatt sitt ämbete för en period om ett år. Ett senare undantag från denna regel var provinsen Egypten som Augustus inkorporerade i riket efter Kleopatras död och som styrdes av en guvernör av betydligt lägre rang.
Ståthållarna tilldelades sina provinser i början av året, antingen genom lottdragning eller, i synnerhet när det handlade om provinser som drabbades av invasioner eller uppror, genom direkt tillsättning. I det senare fallet var det i allmänhet erfarna och betrodda prokonsuler eller propraetorer som tillsattes.
Antalet legioner i en provins varierade efter behov. Till exempel hade Lusitania 14 e.Kr. ingen permanent legion över huvud taget samtidigt som Germania Inferior vid den oroliga gränsen längs med floden Rhen härbärgerade fyra legioner. De mest problematiska provinserna var de mest begärliga bland prokonsulerna eftersom oroligheter betydde krig och krig betydde möjlighet till plundring och slavar som kunde säljas med god förtjänst.
Sicilia (dagens Sicilien) blev den första romerska provinsen 241 f.Kr. efter att ha erövrats under det första puniska kriget (264–241 f.Kr.).
Därefter varierade både antalet provinser och storleken på dem med tiden. Pannonien och Moesia delades till exempel upp i mindre provinser för att garantera att en enda guvernör inte fick kontroll över för mycket makt.
Den romerska republiken slutade i det inbördeskrig som ledde fram till den period som brukar kallas principatet. Under denna period tillsatte kejsar Augustus och hans efterträdare ståthållare i provinserna längs med imperiets mest omstridda gränser. Dessa provinser blev kejserliga romerska provinser. De övriga provinserna var senatsprovinser där ståthållarna tillsattes av senaten.

## Kejsarprovinser och senatsprovinser
Genom att senaten först 27 f.Kr. under en tidsbegränsad period och sedan 23 f.Kr. permanent gav Augustus imperium proconsulare maius (ungefär högsta ståthållarmakt), tillkom hela det romerska väldet utanför Italien, d.v.s. provinserna, liksom den romerska armén, honom att styra. För att upprätthålla, åtminstone utåt sett, maktbalansen mellan sig själv och senaten överläts vissa provinser till senaten, som utsåg ståthållare för dessa provinser. Senatsprovinserna var typiskt sett de provinser av mindre ekonomisk och militär betydelse, dock med vissa undantag. Vanligen hade dessa provinser ingen stående legion placerad inom sina gränser, utan enbart mindre militära förband, med undantag för Africa Proconsularis. De provinser som ansågs viktigare - särskilt militärt eftersom en eller flera legioner var placerade där, styrdes av kejsaren. Ståthållarna som styrde senatsprovinserna bar titeln "proconsul", vilket signalerade att de tidigare innehaft konsulsämbetet. Emellertid var de flesta av ståthållarna som senaten utsåg i verkligheten propraetorer, d.v.s. hade tidigare enbart innehaft titeln praetor. Ståthållarna för Africa Proconsularis och Asia förefaller dock alltid ha varit före detta konsuler. Trots att senaten utsåg ståthållare till senatsprovinserna vad dessa ståthållare beroende av kejsarens goda vilja för att väljas och var också därefter i praktiken underlydande kejsaren. De ståthållare som styrde de kejserliga provinserna bar antingen titeln "legatus augusti (pro praetore)" eller "procurator". Legaterna var liksom senatens ståthållare tidigare praetorer eller konsuler medan prokuratorerna vanligen var equites. Ståthållarna över senatsprovinserna innehade i regel sitt ståthållarskap under ett år, medan den perioden för legaterna i kejsarprovinserna ofta var tre år eller längre.
Senatsprovinserna var, vid Augustus död, följande: Achaea (inkluderat Epirus), Africa Proconsularis, Asia, Bithynia et Pontus, Corsica et Sardinia, Creta et Cyrenaica, Cyprus, Gallia Narbonensis, Hispania Baetica, Macedonia och Sicilia. 
Något av en särställning bland kejsarprovinserna intog Aegyptus (Egypten). Provinsen ansågs vara kejsarens privata/personliga egendom och styrdes av en ståthållare som vanligen tillhörde riddarståndet (equites) och bar titeln "praefectus aegypti".

## Romerska provinser år 120
| 1. Achaea 2. Aegyptus 3. Africa 4. Alpes Cottiae 5. Alpes Maritimae 6. Alpes Poeninae 7. Arabia Petraea 8. Asia 9. Baleares 10. Bithynia et Pontus (Bithynia och Pontus) 11. Britannia 12. Cappadocia 13. Cilicia (Kilikien) 14. Creta et Cyrene (Cyrenaica och Kreta) 15. Cyprus | 1. Dacia 2. Dalmatia 3. Epirus 4. Galatia 5. Gallaecia 6. Gallia Narbonensis 7. Gallia Aquitania 8. Gallia Belgica 9. Gallia Lugdunensis 10. Germania Inferior 11. Germania Superior 12. Hispania Baetica 13. Hispania Tarraconensis 14. Italia 15. Iudaea 16. Lusitania 17. Lycia | 1. Macedonia 2. Mauretania Caesarensis 3. Mauretania Tingitana 4. Moesia Inferior 5. Moesia Superior 6. Noricum 7. Numidia 8. Pannonia Inferior 9. Pannonia Superior 10. Pontus et Bithynia (Pontus och Bithynia) 11. Raetia 12. Corsica et Sardinia 13. Sicilia 14. Syria 15. Thracia |